# 長岡町
長岡町（ながおかまち）は、茨城県東茨城郡にかつて存在した町である。

## 地理
- 現在の茨城町の北部に位置する。
- 町域は涸沼川とその支流の周囲は平地になっている。

## 歴史

### 町域の変遷
- 1889年（明治22年）4月1日 - 町村制施行により、長岡村・馬渡村・近藤村・常井村・大戸村・前田村・谷田部村・小鶴村が合併し東茨城郡長岡村が発足。
- 1955年（昭和30年）2月11日 - 長岡村が町制施行して長岡町となる。同時に上野合村・川根村・鹿島郡沼前村と合併し茨城町となり消滅。

変遷表
| 1868年 以前 | 1868年 以前 | 明治22年 4月1日 | 昭和30年 2月11日            | 現在   |
| ----------- | ----------- | --------------- | --------------------------- | ------ |
|             | 長岡村      | 長岡村          | 町制 長岡町 即日合併 茨城町 | 茨城町 |
|             | 馬渡村      | 長岡村          | 町制 長岡町 即日合併 茨城町 | 茨城町 |
|             | 近藤村      | 長岡村          | 町制 長岡町 即日合併 茨城町 | 茨城町 |
|             | 常井村      | 長岡村          | 町制 長岡町 即日合併 茨城町 | 茨城町 |
|             | 大戸村      | 長岡村          | 町制 長岡町 即日合併 茨城町 | 茨城町 |
|             | 前田村      | 長岡村          | 町制 長岡町 即日合併 茨城町 | 茨城町 |
|             | 谷田部村    | 長岡村          | 町制 長岡町 即日合併 茨城町 | 茨城町 |
|             | 小鶴村      | 長岡村          | 町制 長岡町 即日合併 茨城町 | 茨城町 |

## 人口・世帯

### 人口
総数 [単位： 人]
| 1891年（明治24年） | 3,328 |
| 1920年（大正 9年） | 4,150 |
| 1935年（昭和10年） | 4,728 |
| 1950年（昭和25年） | 6,681 |

### 世帯
総数 [単位： 世帯]
| 1920年（大正 9年） | 875   |
| 1935年（昭和10年） | 937   |
| 1950年（昭和25年） | 1,270 |

## 交通

### 鉄道
- 水戸電気鉄道
  - 水戸電気鉄道線
    - 矢頭駅 - 常陸長岡駅 - 小鶴駅

※水戸電気鉄道線は1938年11月29日に廃止。

### 道路
- 一級国道
  - 国道6号（水戸街道）